# Isola bergamasca
L'Isola bergamasca (Isula in dialetto bergamasco) è un territorio posto ai margini occidentali della provincia di Bergamo, in Lombardia.

## Geografia fisica

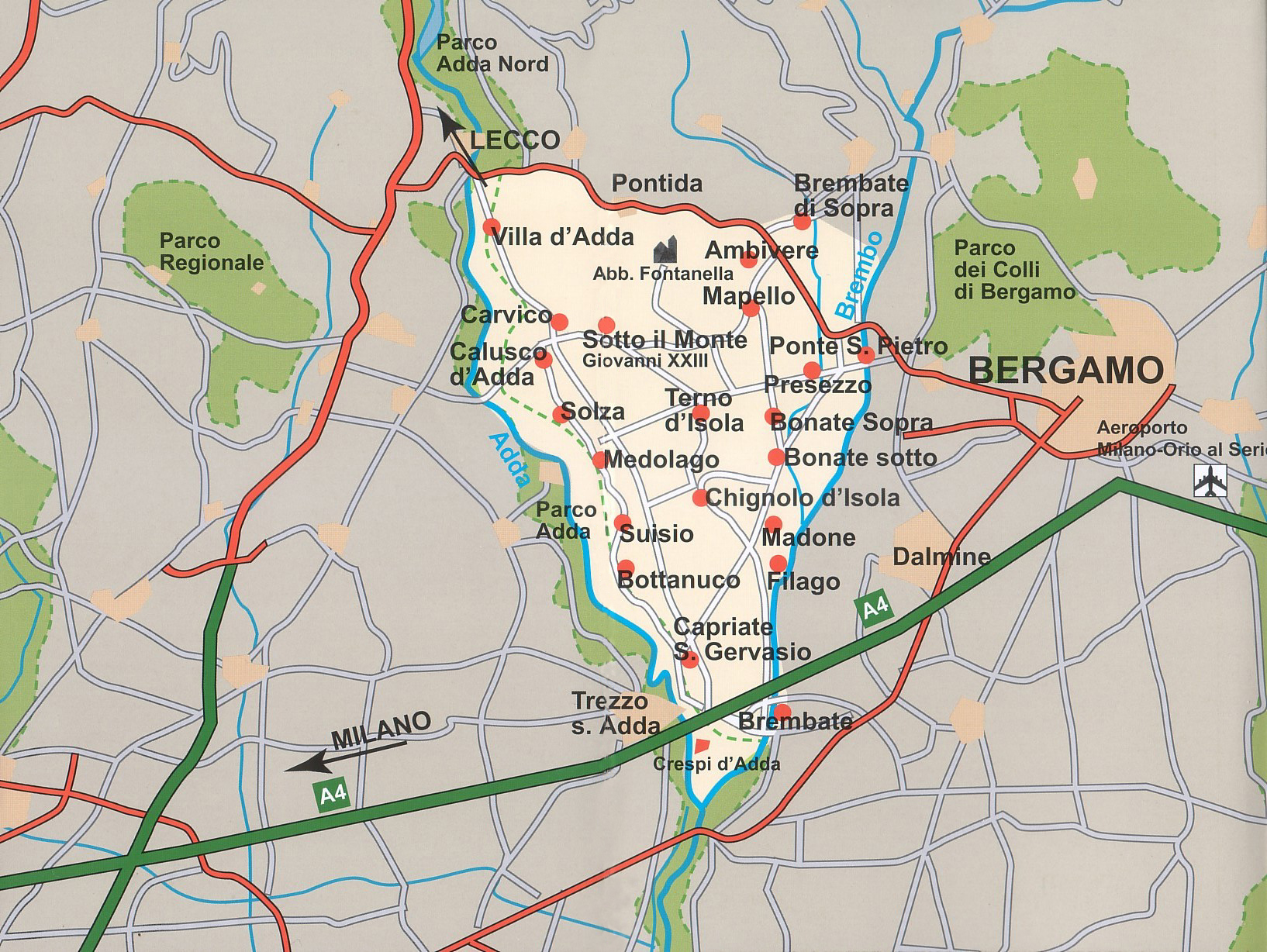
Mappa del territorio.

Il territorio ha una forma triangolare, la cui base è rappresentata, a nord, dal monte Canto, mentre i due lati sono rappresentati dai fiumi Brembo e Adda, con il primo che si fonde nel secondo, delimitando la zona e dando a essa il nome di isola:
(documento della Serenissima, XVI secolo)
La zona si estende su una superficie prevalentemente pianeggiante di origine alluvionale, anche se a nord sono presenti alcune piccole formazioni collinari. Confina a ovest con la città metropolitana di Milano e con le province di Lecco e di Monza-Brianza.
L'altitudine va da 131 (confluenza Brembo Adda) a 710 m s.l.m (Monte Canto).

## Storia
La zona dell'isola ha sempre mantenuto una propria precisa identità, e tutti i paesi che la compongono hanno in genere seguito lo stesso destino politico.
I primi insediamenti stabili si verificarono in epoca romana, quando i conquistatori istituirono una circoscrizione territoriale denominata "Pagus Fortunensis". In quel periodo storico la zona dell'Isola fu interessata da notevoli flussi commerciali e militari, vista la presenza di due strade di comunicazione che delimitavano il territorio: quella tra le città di Bergamo e di Milano a sud, ed un'altra che univa il capoluogo orobico a Como a nord.
Con il termine dell'Impero romano i borghi dell'Isola furono soggetti alle incursioni barbariche, che portarono anni di saccheggi e terrore tra la popolazione. Nel VI secolo la situazione politica si stabilizzò grazie all'arrivo dei Longobardi prima, e dei Franchi poi.
In questo periodo storico i territori vennero posti sotto la giurisdizione della chiesa plebana di Terno, considerato il borgo principale dell'Isola: in tal senso preziosa è una testimonianza scritta che, risalente al 774, attesta il nuovo ordinamento.
Tuttavia nel tardo Medioevo questa posizione geograficamente e commercialmente favorevole si rivelò un elemento profondamente destabilizzante, vista la volontà delle varie signorie di ottenere il predominio sulla zona: numerose battaglie tra guelfi e ghibellini, ed in seguito tra gli eserciti di Milanesi e Veneziani, misero a dura prova la popolazione, che visse secoli di povertà, tanto che l'Isola venne definita "il triangolo della fame".
In tal senso molto chiara è la descrizione in un documento del tempo:
(Giovanni da Lezze, "Descrizione della città di Bergamo e suo territorio", 1596)
La situazione parve migliorare con l'arrivo della Repubblica di Venezia, che inserì la zona nel distretto denominato Quadra dell'isola con capoluogo Terno, anche se le incursioni degli eserciti di ventura non erano affatto sporadiche. Venne effettuato il primo censimento degli abitanti, che nel XVI secolo arrivavano ad un numero pari a diecimila.
(Giovanni Da Lezze, capitano della Serenissima, 1596)
Ai Veneziani subentrò la Repubblica Cisalpina, subito sostituita però dagli Austriaci, che la inserirono nel Regno Lombardo-Veneto, considerando Chignolo capoluogo.
Con l'unità d'Italia avvenne un primo ma deciso processo di industrializzazione, che permise un notevole miglioramento delle condizioni di vita degli abitanti. Un altro censimento, risalente al 1861 (anno che sancì l'inizio del Regno d'Italia), vide la popolazione aumentata fino a raggiungere la considerevole cifra di 26.519.
La popolazione continuò a crescere anche nei decenni successivi, spinta da un sempre più deciso incremento industriale che ha portato l'isola ad essere attualmente una delle zone a più alto reddito d'Italia.

## Comuni
I comuni compresi sono 21: Ambivere, Bonate Sopra, Bonate Sotto, Bottanuco, Brembate di Sopra, Brembate, Calusco d'Adda, Capriate San Gervasio, Carvico, Chignolo d'Isola, Filago, Madone, Mapello, Medolago, Ponte San Pietro, Presezzo, Solza, Sotto il Monte Giovanni XXIII, Suisio, Terno d'Isola e Villa d'Adda.
Il comune più popolato è Ponte San Pietro, mentre Solza è quello con meno abitanti. Quello più esteso è Mapello mentre quello più piccolo è Solza. Quello con la maggiore densità abitativa è Ponte San Pietro mentre quello con la minore è Filago. Quello posto alla maggiore altitudine è Sotto il Monte e quello alla minore è Brembate.
| Stemma | Comune                        | Nome dialettale    | Abitanti (ab) | Superficie (km²) | Densità (ab/km²) | Altitudine (m s.l.m.) | Stranieri (31-12-2024) |
| ------ | ----------------------------- | ------------------ | ------------- | ---------------- | ---------------- | --------------------- | ---------------------- |
|        | Ponte San Pietro              | Put San Peder      | 11 951        | 4,59             | 2604             | 224                   | 2 282                  |
|        | Bonate Sopra                  | Bunàt Sura         | 10 627        | 6,15             | 1728             | 230                   | 767                    |
|        | Brembate                      | Brembàt Sóta       | 8 698         | 5,54             | 1570             | 173                   | 1 184                  |
|        | Calusco d'Adda                | Calösch            | 8 368         | 8,33             | 1005             | 273                   | 1 192                  |
|        | Capriate San Gervasio         | Cavriàt San Gervàs | 8 317         | 5,78             | 1439             | 190                   | 1 185                  |
|        | Brembate di Sopra             | Brembàt Sura       | 7 997         | 4,14             | 1932             | 267                   | 518                    |
|        | Terno d'Isola                 | Tèren              | 7 974         | 4,13             | 1931             | 229                   | 1 011                  |
|        | Mapello                       | Mapèl              | 6 967         | 8,66             | 805              | 250                   | 502                    |
|        | Bonate Sotto                  | Bunàt Sóta         | 6 670         | 6,47             | 1031             | 215                   | 695                    |
|        | Bottanuco                     | Bötanüch           | 5 070         | 5,77             | 879              | 222                   | 386                    |
|        | Presezzo                      | Presèss            | 4 752         | 2,28             | 2084             | 236                   | 478                    |
|        | Carvico                       | Carvìch            | 4 710         | 4,59             | 1026             | 287                   | 445                    |
|        | Villa d'Adda                  | Éla d'Ada          | 4 604         | 5,98             | 770              | 286                   | 267                    |
|        | Sotto il Monte Giovanni XXIII | Sota 'l Mut        | 4 445         | 5,02             | 885              | 291                   | 181                    |
|        | Madone                        | Madù               | 4 178         | 3,07             | 1361             | 202                   | 517                    |
|        | Suisio                        | Süìs               | 3 789         | 4,54             | 835              | 234                   | 391                    |
|        | Chignolo d'Isola              | Chignöl            | 3 393         | 5,55             | 611              | 229                   | 334                    |
|        | Filago                        | Filàch             | 3 118         | 5,42             | 575              | 190                   | 298                    |
|        | Medolago                      | Medulàch           | 2 378         | 3,80             | 626              | 246                   | 250                    |
|        | Ambivere                      | Ambìer             | 2 322         | 3,28             | 708              | 261                   | 138                    |
|        | Solza                         | Sólsa              | 1 998         | 1,23             | 1624             | 254                   | 166                    |

## Infrastrutture e trasporti

### Strade e autostrade
Il territorio è attraversato dall'autostrada  e servito dal casello di Capriate, dall'asse interurbano di Bergamo con svincoli a Bonate Sopra, Terno d'Isola, Ponte San Pietro e Mapello, dalla strada statale 342 Briantea e da una ventina di strade provinciali, tra cui figurano la 155, 166, 169, 170, 183 e 184.
Tra le più importanti opere in corso di realizzazione c'è l'autostrada Pedemontana Lombarda  con un unico svincolo previsto per l'Isola a Filago.

### Ferrovie
Per quanto riguarda il trasporto ferroviario, il territorio è attraversato dalle linee Lecco-Brescia e Seregno-Bergamo.
La stazione principale si trova a Ponte San Pietro posta su entrambe le linee. Le altre stazioni ferroviarie della Seregno-Bergamo sono quelle di Calusco e Terno, mentre quella di Ambivere-Mapello è posta sulla Lecco-Brescia.

### Aeroporti
Scali di una certa importanza e prossimi all'Isola Bergamasca sono quelli di:
- Bergamo-Orio al Serio
- Milano-Linate

ben collegati sia dal punto di vista nazionale sia internazionale.